# Legolas
Legolas er en elver i J. R. R. Tolkiens fiktive univers om Ringenes Herre, hvor han spiller en vigtig rolle. Han stammer fra den nordlige del af skoven Dunkelskov, hvor hans far, Thranduil, regerer som konge. Legolas bor derfor hos de såkaldte Silvan-elvere, skov-elvere, og betragter formodentlig sig selv som en af dem, selvom hans far Thranduil stammer fra elverlandet Doriath, og var således Sindar-elver, gråelver. Sindar-elverne var kommet til Dunkelskov i slutningen af Første Alder, da den onde vala Melkor blev besejret, og alle de store elverriger i landet Beleriand blev ødelagt. Legolas taler både elversproget Sindarin og menneskenes sprog. Selvom Legolas er en relativt vigtig karakter i bogen om Hobbitten, optræder Legolas ikke i bogen (men i filmen gør han). 

## Legolas i Ringenes Herre
Man hører første gang om Legolas i første del af trilogien om Ringenes Herre, Eventyret om Ringen, hvor Legolas repræsenterer sin hjemegn under rådsforsamlingen hos Elrond, og bringer bud fra sin far om, at Gollum, som Aragorn havde fanget til dem nogle år forinden, var sluppet ud under et angreb. Legolas vælger at følge med som beskytter af Frodo, når denne skal bringe ringen til Dommedagsbjerget i landet Mordor, og destruere den i vulkanens flammer. Da Ringens broderskab, som det kaldes, bliver forhindret i at krydse Tågebjergene på grund af snestorm, vælger Frodo, at de i stedet skal krydse bjergene via dværgenes enorme by, Moria, som nærmere bestemt er nogle lange minegange under jorden. Legolas ønsker imidlertid ikke at gå gennem Morias miner. Før de når Morias vestlige port hjælper Legolas til i kampen mod Saurons ulve i landet Hollin. Lige uden for Moria hjælper han også i kampen mod et søuhyre i en sø. Inde i minerne bruger han sine eminente evner med bue og pil, til at ramme de orker, som angriber dem. Da en balrog viser sig for dem er Legolas en af de få, der er klar over, hvad en Balrog er. Han bekæmper ikke balroggen, men hjælper resten af broderskabet med at flygte fra den. Da de når over broen til Khazad-dûm og når til den østlige port, begynder troldmanden Gandalf at bekæmpe Balroggen. De to falder begge ned i dybet og synes døde.
Derefter bliver Aragorn broderskabets vejleder. Han leder dem til elverlandet Lórien, som bliver regeret af dronning Galadriel og hendes mand, Keleborn. Her bliver Legolas broderskabets talsmand, idet han taler elvernes sprog. Legolas og dværgen Gimli, som også er en del af broderskabet, bryder sig ikke så meget om hinanden, dels fordi elvere og dværge i lang tid havde været i kamp, og dels fordi Thranduil tidligere havde puttet Gimlis far, Glóin, i fængsel. Da Gimli udviser respekt og ydmyghed overfor Galadriel, slutter Legolas og Gimli fred. I Peter Jacksons filmatisering af Ringenes Herre fra 2001-2003 er det anderledes. Her er det kun Gimli der ikke vil have noget med Legolas at gøre, og ikke omvendt. De to erklærer først deres venskab til allersidst, da de skal til at kæmpe mod Saurons hær uden for Den Sorte Port. Da Gimli siger: „Tænk at jeg skulle dø side om side med en elver“, siger Legolas: „Hvad med side om side med en ven?“. Gimli vender sig da imod ham og siger: „Ja. Det går an.“
Inden broderskabet atter forlader Lórien bliver der givet mange gaver, såsom specielle elver-kapper og lembas-brød. Legolas modtager en ny langbue. Senere da broderskabet sejler ned af den store flod Anduin, skyder Legolas en drage ned med kun én pil. Da broderskabet når Rauros-vandfaldene kan de ikke fortsætte af floden, og vælger derfor at fortsætte til fods. De lander ved bakken Amon Hen. Her bliver de dog angrebet af Uruk-haier, som dræber mennesket Boromir og tager hobbitterne Merry og Pippin til fange. I kampens hede beslutter Frodo og Sam at rejse videre på egen hånd, og de krydser floden for at vandre for sig selv. Aragorn, Legolas og Gimli beslutter ikke at følge efter, men vælger i stedet at forfølge Uruk-haierne, for at redde Merry og Pippin. Under denne jagt løber de ind i landet Rohan, og møder ved daggry mennesket Éomer sammen med sit kavaleri bestående af såkaldte Rohirrim. Han fortæller, at de sidste aften nedslagtede Uruk-haierne ved Fangorn-skoven, og ikke lagde mærke til, om der var hobbitter imellem. Aragorn, Legolas og Gimli finder dog spor, der tyder på, at de to hobbitter i kampens hede har søgt sikkerhed i Fangorn-skoven. Det siges om denne skov, at træerne kan tale og bevæge sig. De tre løber ind i skoven for at finde de to hobbitter. De finder ikke Merry og Pippin, men i stedet Gandalf, som nu er skiftet fra at være grå til hvid. Han fortæller, at han, efter at have dræbt balroggen, selv faldt død om, men at han er blevet sendt tilbage til Midgård af valaerne, indtil hans opgave er fuldbragt. Han fortæller også, at Merry og Pippin er i sikkerhed hos lederen af de talende træer, de såkaldte enter, som bærer navnet Træskæg.
Derefter rejser Aragorn, Legolas, Gandalf og Gimli sammen til Rohans hovedstad Edoras. Her befrier Gandalf kong Théoden, hvis sind er blevet fordærvet af den onde troldmand Saruman. Da Saruman derefter sender nogle vildmænd fra landet Dunland, som er Rohans arvefjender, i kamp mod Rohan, vælger kong Théoden at lede folket til fæstningen Hornborg. Aragorn, Legolas og Gimli følger med dem og kæmper mod Uruk-haier, som er blevet sendt ud af Saruman. I mellemtiden samler Gandalf en hær af Rohirrim, og rider til Hornborg, hvor de hjælper til med at besejre fjenden. Dernæst rejser Aragorn, Legolas, Gimli og Gandalf til Isengard. Det viser sig, at Træskæg i fællesskab med de to hobbitter og en masse andre enter, har saboteret hele fæstningen. Saruman har låst sig inde i sit store tårn. De fire tager hobbitterne med til Edoras. Kort efter tager Gandalf Pippin med til hovedstaden i landet Gondor, Minas Tirith. Herfra stammede Boromir, som var søn af den regerende marsk, Denethor. Denethor nægter at lade bavnerne tænde, og bede Rohan om hjælp i en snarlig kamp mod Saurons hær. Pippin sørger dog for at tænde bavnerne, og i Rohan vælger Théoden at samle en hær ved bjergkæden De Hvide Bjerge. Aragorn, Gimli, Legolas og Merry følger med dem derop. Da hæren er blevet samlet er er klar til at ride af sted mod Minas Tirith, vælger Aragorn, Legolas og Gimli, samt de såkaldte Dúnedain, skovriddere fra nord, i stedet at følge en sti mellem bjergene.
Stien fører dem til et domæne med forbandede mennesker, som levede samtidig med kong Isildur, men som var kujoner da deres hjælp var nødvendig. Isildur forbandede dem, således at deres skæbne er ikke at rejse til dødens rige, før de har efterlevet deres ed, og hjulpet Gondors konge til sejr. Aragorn, som er den eneste retmæssige arvtager til Gondors trone som konge, bad dem hjælpe med at forsvare Minas Tirith. De forbandede accepterer, og de sejler med Aragorn, Legolas og Gimli ud på havet og op af floden Anduin. Da de når slagmarken er deres hjælp nødvendig, idet fjenden angriber med Olifanter enorme elefanter, som er svære at nedlægge. I filmen ser man Legolas nedlægge en Olifant på egen hånd, ved at kravle op på den og skyde den i nakken.
Da slaget er vundet vælger Aragorn, Gandalf, Legolas, Gimli og Théoden at ridde til Den Sorte Port, for at aflede Saurons hærs opmærksomhed, mens Frodo og Sam destruerer Den Ene Ring i Dommedagsbjergets lava. Også dette slag vindes, idet Sauron dør da ringen bliver destrueret. Derefter overværer Legolas Aragorns kroning og bryllup i Minas Tirith. Som han lovede Gimli, tager han bagefter med ham på rejse. De tager først til Fangorn-skoven og udforsker den, og dernæst til de Glitrende Huler I Helms Kløft ved Hornborg. Efter at have hjulpet sin far med at genopbygge Dunkelskov, hvis sydlige del i årevis havde været besat af Saurons hær, rejser han til landet Ithilien ikke langt fra Minas Tirith, hvor han grundlægger en elverkoloni, og bliver leder af denne. I Frodos bog, Ringenes Herre, som Sam gjorde færdig da Frodo rejste til landet Valinor langt borte, står, at Legolas og Gimli sammen rejste til Valinor efter Aragorns død i år 120 i Fjerde Alder.

## Legolas i andre sammenhænge
I den animerede version af Ringenes Herre fra 1978 lægger Anthony Daniels stemme til Legolas. Han er kendt for også at spille robotten C-3PO i Star Wars. I den animerede version fra 1980 fremgår Legolas slet ikke. Denne udgave omhandler imidlertid også kun sidste del af trilogien, Kongen vender tilbage. I BBC's radioudgave fra 1981 er det David Collings, som lægger stemme til Legolas. Endelig spiller den berømte engelske skuespiller Orlando Bloom Legolas i Peter Jacksons verdensberømte filmatisering fra 2001-2003.

## Karakteristik

### Udseende
Ikke meget vides om Legolas udseende. Tolkien beskriver Legolas som „en anderledes elver klædt i grønt og brunt.“ Under forsøget på at krydse Tågebjergene via Højpasset havde snestormen næsten ingen effekt på Legolas. Han bar ikke støvler, men lette sko, som knapt nok satte spor i sneen. Med hensyn til hans hårfarve er der ingen kilder, men Thranduil er beskrevet som havende gyldent hår, så mange mener, at Legolas må have nogenlunde det samme.

### Alder
Legolas' alder lod Tolkien ikke angive i sine bøger, men der er nogle hints i anden del af trilogien, De to Tårne. Her siger Legolas: „Denne skov er gammel, meget gammel. Så gammel at jeg næsten føler mig ung igen, som jeg aldrig har følt mig, siden jeg rejste med jer børn. Den er gammel og fyldt med minder. Jeg kunne have været lykkelig her, hvis jeg var kommet i fredfulde dage.“ På et andet tidspunkt siger han: „Disse træer er de mest underlige træer, jeg har set. Og jeg har set mangen en eg vokse fra agern til ruinerende alder. Jeg ville ønske, jeg havde fritid til at vandre iblandt dem. De har stemmer, og et tidspunkt vil jeg måske kunne forstå deres tanker.“ På trods af sit unge udseende i filmene, har spillekort, såkaldte Top Trumps-kort angivet hans alder til at være 7000. Dette virker dog usandsynligt, idet Elrond er 6520 år da han forlader Midgård. Reklamer for Peter Jacksons filmtrilogi daterer hans fødselsår til 87 i Tredje Alder. Således vil han være 2931 år under episoderne fra Ringenes Herre. Tallet 2931 er dog Aragorns fødselsår i Tredje Alder, så dette har måske givet inspiration til Legolas alder.

### Navn
Navnet Legolas er Silvan-elvernes oversættelse af ordet Laegolas, som stammer fra Sindarin. Navnet betyder Grønneblad, hvor leag betyder grøn og golas betyder en samling blade. Det menes, at Thranduil må have givet dette navn til sin søn, for at referere til sit folk, Silvan-elverne, som også kaldtes De Grønne Elvere. På visse tidspunkter omtaler Tolkien Legolas Legolas Grønneblad, hvilket er grunden til, at mange er i den tro, at Grønneblad er hans efternavn. Tolkien giver dog kun hobbitter og mennesker fra byen Bri efternavne, for eksempel Frodo Sækker. Aragorn, for eksempel, kalder han Aragorn, søn af Arathorn. Altså får mange "søn af" som 'efternavn'. I filmen præsenterer Aragorn sig selv som „Aragorn, søn af Arathorn“ og Gimli som „Gimli, søn af Glóin“. Da han skal præsentere Legolas siger han „Legolas fra skovriget“. Ergo bruger man ifølge Peter Jackson slet ikke nogen form for efternavne til elvere.